# Chupa
Chupa és una pel·lícula d'aventures fantàstica dirigida per Jonás Cuarón i protagonitzada per Demián Bichir i Christian Slater. Produïda per 26th Street Pictures, es va estrenar el 7 d'abril de 2023 a Netflix amb doblatge i subtítols en català.

## Sinopsi
Després de descobrir un chupacabras que viu al cobert del seu avi mentre visitava Mèxic, un adolescent i els seus cosins acompanyen aquesta criatura.

## Repartiment
- Demian Bichir[2]
- Christian Slater
- Evan Whitten com a Alex
- Ashley Ciarra com a Luna
- Nickolas Verdugo com a Memo

## Producció
L'agost de 2020 es va anunciar que el director mexicà Jonás Cuarón dirigiria una pel·lícula sobre la figura mitològica del chupacabras, que va coescriure amb Marcus Rinehart, Sean Kennedy Moore i Joe Barnathan. Chris Columbus, Michael Barnathan i Mark Radcliffe van produir la pel·lícula sota la seva productora 26th Street Pictures per a Netflix. El juny de 2021 es va anunciar el títol i es va confirmar que Demián Bichir, Evan Whitten, Ashley Ciarra i Nickolas Verdugo s'unirien al repartiment.
El rodatge es va dur a terme en diversos llocs de Nou Mèxic entre l'agost i l'octubre de 2021.

## Estrena
Netflix va revelar que la pel·lícula s'havia d'estrenar a principis del 2023. El març de 2023, es va anunciar la data de llançament pel 7 d'abril. L'anunci del nom va rebre algunes crítiques perquè la paraula "chupa" és un terme d'argot per referir-se a la fel·lació en castellà.